# Place Thomas Balis
La place Thomas Balis (en néerlandais : Thomas Balisplein) est une place bruxelloise de la commune d'Auderghem. Elle donne sur la chaussée de Wavre en face de l'avenue des Paradisiers. Deux rues aboutissent à la place : l'allée des Colzas et la rue Guillaume Demuylder. La numérotation des habitations va de 1 à 6.

## Historique et description
Le 20 octobre 1933, le collège échevinal décida de créer cette petite place. À cette occasion, trois immeubles  de l'allée des Colzas, construits en 1903 reçurent une nouvelle adresse.

### Origine du nom
Elle porte le nom du soldat Thomas Balis, né le 1 mai 1893 à Auderghem, tué le 28 septembre 1918 à Passendale lors de la première Guerre mondiale. Bien que ses parents aient demandé, en 1928, de ne pas donner le nom de leur fils à une voie publique vu que, à ce moment-là, sa dépouille n'avait toujours pas été identifiée[réf. souhaitée]. On découvrit cependant peu après avec certitude le lieu où le malheureux avait péri. Il était domicilié chez ses parents chaussée de Wavre, numéro 1510.